# Amoc
Amoc, egentligen Mikkâl Antti Morottaja, född 24 december 1984, är en samisk rappare från Enare i nordöstra Finland. Han rappar på enaresamiska. Morottaja hämtade sitt artistnamn från Aanaar (Enare på enaresamiska) Master of Ceremony, men det betyder även främling.

## Biografi
Morottaja är son till politikern och författaren Matti Morottaja. Morottaja slog igenom med låten Kolle Aksu, som han rappade på enaresamiska. Han kommenterade själv uppmärksamheten med att samiskan passar väl för rap.

## Diskografi

### Album
- Amok-Kaččâm (2007)[4]

### Singlar
- "Šaali" (2006)
- "Kiälláseh" (2016)
- "Kuobârpoolvâ maŋa" (2016)
- "Čuđeh" (2018)